# 呪禁博士
呪禁博士（じゅごんはかせ）とは、律令制において典薬寮に属した官人。呪禁（）のことを扱うとともに呪禁師（）の育成にあたる。定員1名で従七位上相当。
初出は『日本書紀』にある持統天皇5年（691年）条で、木素丁武（）・沙宅万首が呪禁博士であったことが知られる。
律令制においては呪禁は病気治療や安産のために欠かせないものとされ、同時に国家安泰のための道教呪術を行う存在として、天文・暦学ともに「国家要道」の学と位置づけられた。また、医博士・針博士・案摩博士（）とともに医学に冠する専門職とされた。
呪禁師（）の中で優秀なものが呪禁博士に任ぜられ、医師の家や薬部の家から選ばれた呪禁生（定員6名）の育成に努めた。
だが、後に厭魅蠱毒（）事件の続発によって呪禁そのものが危険視されたこと、同様に道教の呪術を取り入れた陰陽道の台頭によって8世紀末期頃には事実上廃止され、9世紀には呪禁博士の制度自体が消滅した。